# Mascarades
Pour les articles homonymes, voir Mascarade (homonymie).
Pour plus de détails, voir Fiche technique et Distribution.
Mascarades (مسخرة, Maskhara) est un film algéro-français de Lyes Salem sorti en 2008. Il s'agit du premier long-métrage du réalisateur.

## Synopsis
Un village quelque part en Algérie. Orgueilleux et fanfaron, Mounir aspire à être reconnu à sa juste valeur. Son talon d'Achille : tout le monde se moque de sa sœur, Rym, qui s'endort à tout bout de champ. Un soir, alors qu'il rentre saoul de la ville, Mounir annonce sur la place du village qu'un riche homme d'affaires étranger a demandé la main de sa sœur. Du jour au lendemain, il devient l'objet de toutes les convoitises. Aveuglé par son mensonge, Mounir va sans le vouloir changer le destin des siens.

## Fiche technique
- Titre français : Mascarades
- Titre original : مسخرة (Maskhara)
- Réalisation : Lyes Salem
- Scénario : Lyes Salem et Nathalie Saugeon
- Production : Dharamsala, Laïth Média et Arte France Cinéma
- Musique : Mathias Duplessy
- Photographie : Pierre Cottereau
- Décor: Djaoudat Ghassouma
- costume: Hamida Amzal
- Budget : 1,5 million d'euros
- Pays d'origine :  Algérie et  France
- Langue originale : arabe
- Formats : couleur - 1.85 - Dolby SRD - 35mm
- Genre : comédie romantique
- Durée : 92 minutes
- Dates de sortie : 
  - Algérie : 11 septembre 2008
  - France : 10 décembre 2008

## Distribution
- Lyes Salem : Mounir Mekbel
- Sarah Reguieg (VF : Yaël Elhadad) : Rym Mekbel
- Mohamed Bouchaïb : Khelifa Boukhati
- Rym Takoucht : Habiba Mekbel
- Merouane Zmirli : Amine Mekbel
- Mourad Khen : Redouane Lamouchi
- Yacine Salem : Hamza
- Sid Ali Imessaoudene : Krimo
- Farid Ferroudji : Salim
- Gwemra Oum El Kheir : El Hadja
- Naouel Messaoudi : Nadia
- Rezika Ferhane : Ranya
- Khaled Benaïssa : un homme dans le bus
- Nacéra Benbrahim (VF : Frédérique Cantrel) : Lala Fatima

Version française
- - Studio de doublage : Gomédia
  - Direction artistique :
  - Adaptation : Claire Beaudoin

## Distinctions

### Récompenses
- Festival international du film du Caire.
  - Meilleur Film
- Lumières d'Afrique.
  - Prix du Public
- Festival panafricain du cinéma et de la télévision de Ouagadougou.
  - l'Étalon de bronze de Yennenga
- Festival des Cinémas d'Afrique du pays d'Apt.
  - Grand Prix
- Festival des Premiers et Deuxième film de La Réunion.
  - Prix d'interprétation masculine pour Lyes Salem
- Journées cinématographiques de Carthage.
  - Tanit du meilleur premier film
  - Tanit du Jury jeune
  - Prix du meilleur espoir féminin pour Rym Takoucht
- Festival international du film francophone de Namur.
  - Prix du Jury Junior
  - Prix du public
- Prix Lumière de la presse étrangère.
  - Meilleur espoir masculin pour Mohamed Bouchaïb
- Festival du film francophone d'Angoulême.
  - Valois d'Or
- Festival international du film de Dubaï.
  - Muhr d'Or (Grand Prix) du film Arabe
  - Prix de l'union international des critiques de cinéma

### Nominations
- Nomination au Oscar du meilleur film en langue étrangère.

## Critiques

### Accueil
En équilibre parfait entre la satire sociale et la poésie onirique, Mascarades a le punch, le culot, l'humour et le lyrisme d'un film de Kusturica. "Le Nouvel Observateur" - Jérôme Garcin.
Une comédie pétaradante et bariolée, sous la fantaisie de ce premier film en forme de fable foutraque et rythmée, la satire sociale est bel et bien là. "Télérama" - Mathilde Blottière.
Avec un brio désopilant, la fable s'attaque à la fois au qu'en-dira-t-on et surtout à la confusion des valeurs. "Libération" - Eric Loret.
Harmonie dans une satire douce mais efficace de la société algérienne d'aujourd'hui, comme on ne l'a pas encore vu au cinéma. "Le Monde",
Thomas Sotinel.
Satire efficace des mascarades sociales et politiques de tout poil. Le spectateur s'y perd un peu, mais capte bien l'ambivalence de l'enfant du pays. "Le Journal du Dimanche" - Alexis Campion.

## Tournage
Le film a principalement été tourné dans la commune de M'Chouneche, dans la wilaya de Biskra.